# Slag om Recife
De Slag om Recife was een zeeslag tussen de Republiek der Zeven Verenigde Nederlanden en een Spaans-Portugese vloot gedurende de Nederlands-Portugese Oorlog en de Tachtigjarige Oorlog. De slag vond plaats op 12 september 1631.

## Voorbereiding
Nadat de West Indische Compagnie bezit had genomen van Recife en Olinda in 1630, drong Madrid er bij de Portugezen op aan een vloot naar Brazilië te sturen om hun bezittingen te heroveren. Van de andere kant was het Nederlandse Landleger niet in staat het achterland van deze plaatsen in bezit te nemen omdat het onbekend was met het moeilijke terrein en niet goed uitgerust was om te strijden onder tropische omstandigheden. De oorlog dreigde in een impasse te geraken. De Spaanse Kroon was nog steeds in oorlog met de Republiek en naarstig op zoek naar mogelijkheden een langdurige wapenstilstand met de Verenigde Provinciën te sluiten. In 1631 werd eerst Lingen en later ook Breda aangeboden in ruil voor Recife en Olinda. De Staten Generaal gingen daar echter niet op in en met haar steun werden er versterkingen richting Brazilië gezonden. In april 1631 verzamelde zich bij Recife een vloot van Nederlandse schepen onder bevel van Adriaen Jansz Pater. In mei vertrok er ook een sterke Iberische armada onder bevel van Don Antonio de Oquendo richting Brazilië die eerst koers zette naar Bahia.

## De slag
Begin september zette Oquendo koers richting Pernambuco met 20 oorlogsschepen en 36 vrachtschepen die als eindbestemming Portugal hadden. Op 12 september, een paar mijl ten zuiden van Recife, werd hij aangevallen door Pater. Die had echter de Iberische Armada onderschat en voer slechts met 16 schepen. Er ontstond een hevige strijd waarbij de vlaggenschepen van beide partijen ten onder gingen. Oquendo, die zijn leven uiteindelijk te danken had aan Nederlandse matrozen, verloor 3 schepen en één werd door de Nederlanders gekaapt. Twee Nederlandse schepen brandden tot de waterlijn af en Pater, die niet kon zwemmen, verdronk. Hierop trokken de Nederlanders zich terug in Recife. Oquendo zag af van een aanval op Recife en zette koers naar Portugal nadat hij nog enkele honderden soldaten had afgezet ter versterking van de Portugese troepen.